# شراكة من أجل مستقبل الرعاية الصحية الأمريكية
شراكة من أجل مستقبل الرعاية الصحية الأمريكية (بالإنجليزية: Partnership for America’s Health Care Future) هو تحالف مخصص للمستشفيات الأمريكية وشركات التأمين الصحية وجماعات الضغط الصيدلانية، يهدف التحالف بالالتزام بمنع التشريعات التي من شأنها أن تؤدي إلى الرعاية الصحية لدافع واحد، وتدعو لتوسيع نطاق الرعاية الطبية، وإنشاء برنامج الرعاية الطبية للجميع على وجه الخصوص. التحالف يدعم توسيع قانون الرعاية بأسعار معقولة.
تأسس التحالف في شهر يونيو 2018، من قبل اتحاد المستشفيات الأمريكية، وخطط التأمين الصحي الأمريكية، والأبحاث الصيدلانية والشركات المصنعة الأمريكية، واتخذ التحالف من واشنطن العاصمة مقرًا له، ليشمل رابطة المستشفيات الأمريكية وجمعية بلو كروس بلو شيلد.
في نوفمبر 2018 تم تسريب وثائق تخطيط الشراكة إلى وسائل الإعلام.